# Réserve zoologique de la Haute-Touche
 (juin 2024).
Si vous disposez d'ouvrages ou d'articles de référence ou si vous connaissez des sites web de qualité traitant du thème abordé ici, merci de compléter l'article en donnant les références utiles à sa vérifiabilité et en les liant à la section « Notes et références ».
 (juin 2024).
La réserve zoologique de la Haute-Touche est un parc zoologique français et un centre de reproduction de la faune sauvage du Muséum national d'histoire naturelle, situé dans le nord-ouest du parc naturel régional de la Brenne, en région Centre-Val de Loire, dans l'Indre, à cheval sur les communes d'Azay-le-Ferron (partie sud-est) et d'Obterre (partie nord-ouest),. Cette réserve de 436 hectares de forêts et de prairies parsemées d'étangs, est l'un des cinq plus vastes parcs zoologiques de France, dont environ 100 hectares sont ouverts au public. Elle présente près de 120 espèces dont certaines rares, comme le cerf d'Eld, le dhole, le cerf sambar, le cerf de Duvaucel, le cerf cochon, l'addax, le perroquet timneh ou le bouquetin de Nubie.

## Historique
À l'origine, le domaine de la Haute-Touche était une terre du château d’Azay-le-Ferron comportant une ferme, qui date du XVe siècle et a appartenu successivement à plusieurs familles,. En 1951, le château et son domaine furent légués par leur dernière propriétaire à la ville de Tours,, qui en 1958 céda la terre de la Haute-Touche, autour de l'ancienne ferme et de ses dépendances, au Muséum national d'histoire naturelle pour mettre en place la réserve de Luzarche d'Azay,.
Le Muséum conçoit alors le domaine comme un centre de reproduction de la faune sauvage, complémentaire du parc zoologique de Paris et de la ménagerie du Jardin des plantes,. Le projet principal du Muséum est de créer une réserve dédiée principalement aux cervidés. En 1980, lors de l'arrivée des bisons d’Europe amenés de Pologne, le parc de 100 hectares ouvre ses portes au public,. En 1988, le professeur Xavier Legendre est nommé à la direction de la Haute-Touche. Pour augmenter la fréquentation de l'établissement tout en respectant les besoins des animaux, il fait réaliser des enclos, observatoires et nouvelles structures d’accueil, tout en diversifiant les espèces présentées, ce qui fait de la réserve l'un des principaux pôles touristiques du département,.
En 1999, des zones « Madagascar » et « Afrique » avec un plan d'eau entre savane et forêt, sont implantées sur plus de 10 hectares. Le plan d’eau (3 hectares) comporte sept îles consacrées à la présentation de primates. De vastes enclos périphériques accueillent d'autres mammifères et de nombreux oiseaux[source secondaire souhaitée].
En 2000, grâce aux subventions de la région Centre-Val de Loire, un laboratoire de recherche spécialisé dans les biotechnologies de la reproduction d'espèces animales sauvages est inauguré. Cette première tranche de travaux achevée, la Haute-Touche s'enrichit d'un restaurant à terrasse panoramique, de bâtiments administratifs et de locaux destinés à l'accueil des chercheurs et des stagiaires,
En 2008, la réserve s'engage dans la reproduction de l'outarde canepetière et sa conservation. En 2010 un programme similaire et de réintroduction est fait mis en place les cistudes[source secondaire souhaitée].
En 2017, le parc inaugure un espace « Asie » avec pour animal emblématique le panda roux, mais aussi des takins, des markhors, des muntjacs et des grues à cou blanc. Le 13 décembre 2017 deux tigres de Sumatra naissent à la réserve, une naissance rarissime[source secondaire souhaitée].
Comme la ménagerie du Jardin des plantes et le parc zoologique de Paris (dit « zoo de Vincennes »), la réserve zoologique de la Haute-Touche a initialement été gérée par la chaire d'éthologie du Muséum ; lors de la réorganisation de 2001, elle fut rattachée au « département des jardins botaniques et zoologiques » et depuis 2017 au département « Adaptations du vivant » qui gère environ 3 500 animaux vivants,[source secondaire souhaitée].

## Espèces présentées
La réserve est divisée en cinq zones correspondant aux continents, qui, en 2020, présentaient les espèces suivantes[source secondaire souhaitée] :
Europe : Baudet du Poitou, Bison d'Europe, Bouquetin des Alpes, Bouquetin du Caucase, Canard pilet, Cerf élaphe, Chèvre égagre, Chevreuil européen, Cygne tuberculé, Daims blanc et noir, d'Europe et moucheté, Élan, Fuligule milouin, Grue cendrée, Loup, Lynx boréal, Mouflon, Nette rousse, Pélican frisé, Oie cendrée et des neiges, Outarde canepetière, Sanglier, Tadorne de Belon, Tortues d'eau douce, bordée, grecque et d'Hermann, Pygargue à queue blanche.

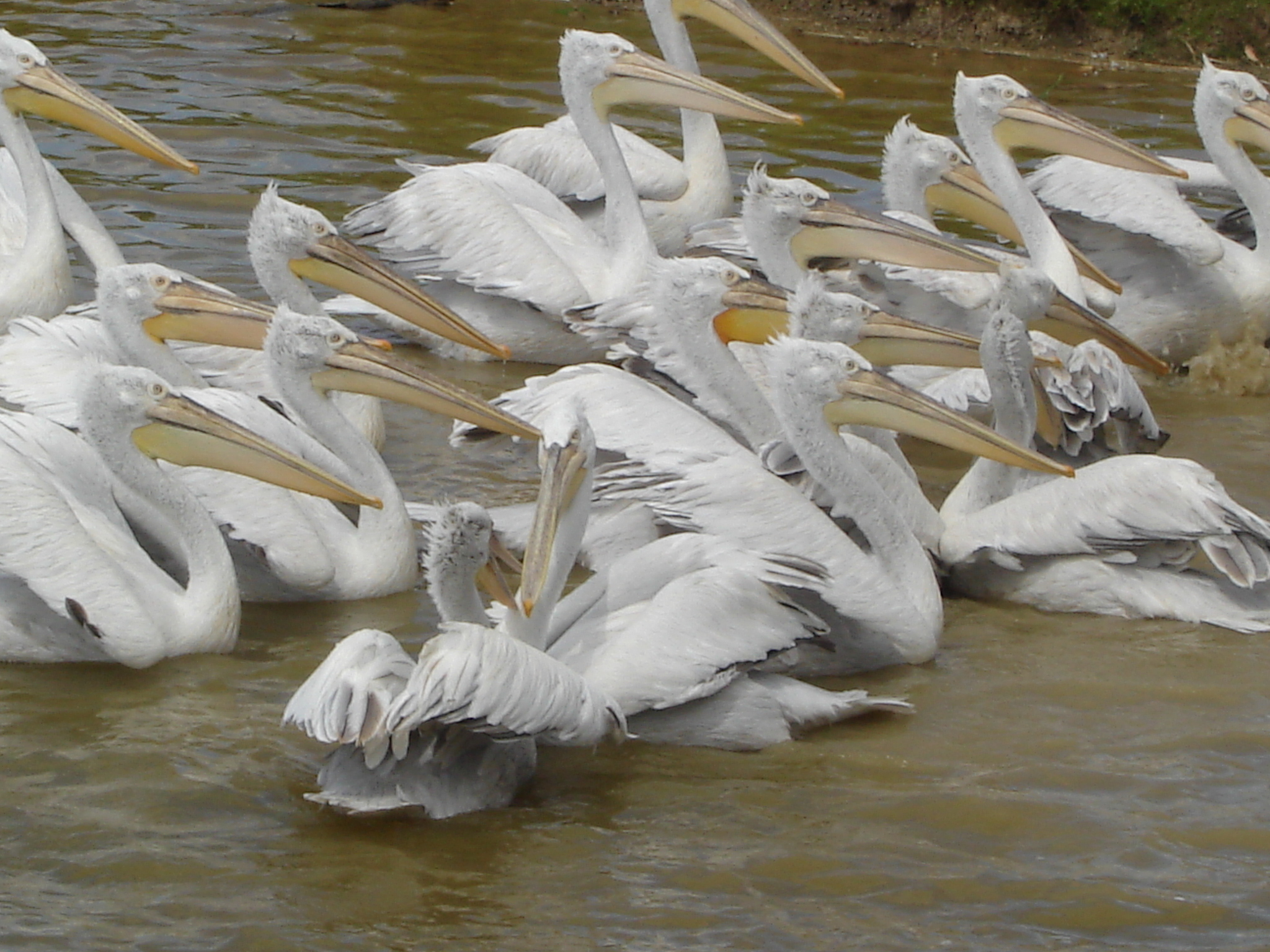
Pélicans.
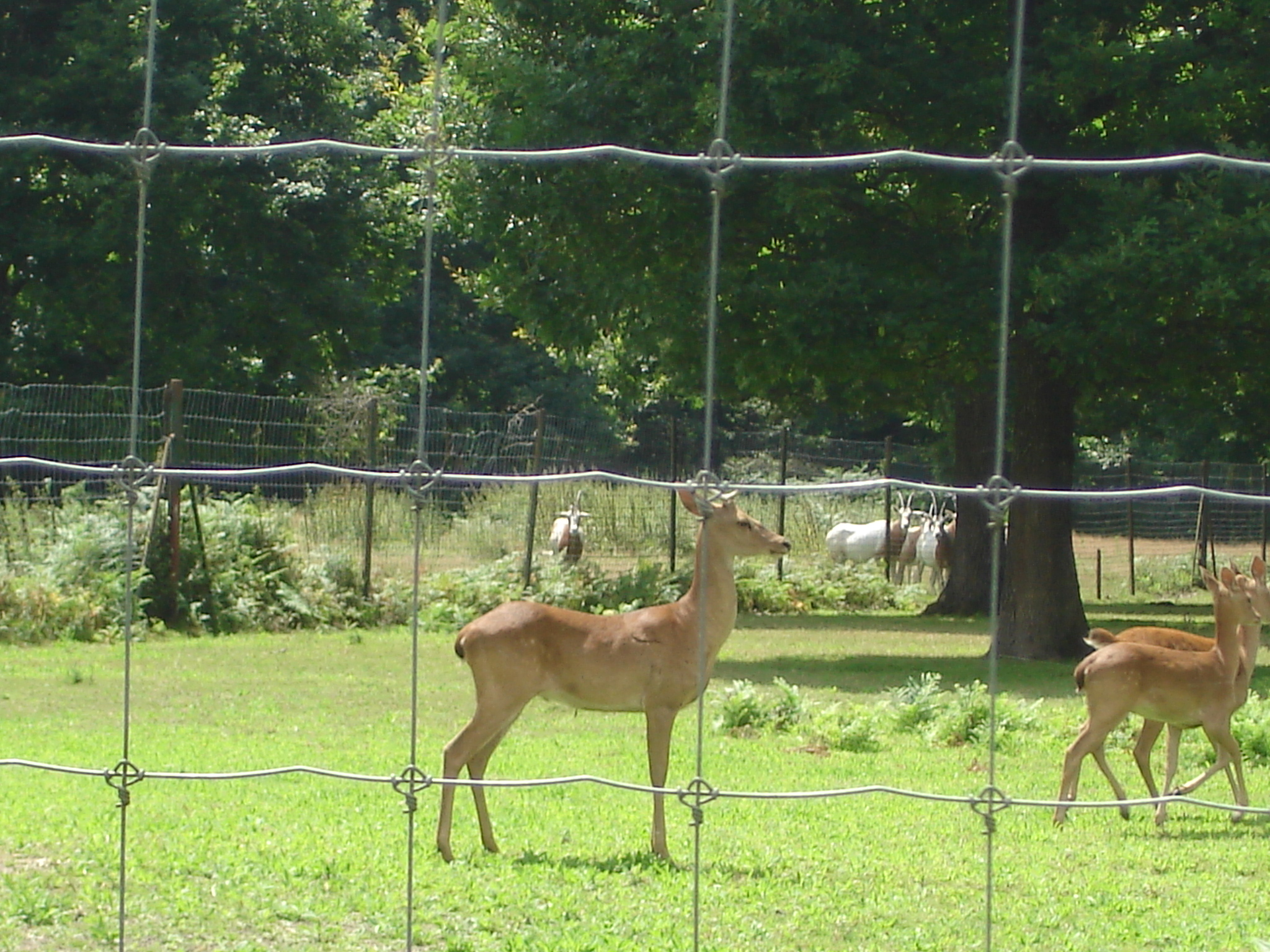
Biches.
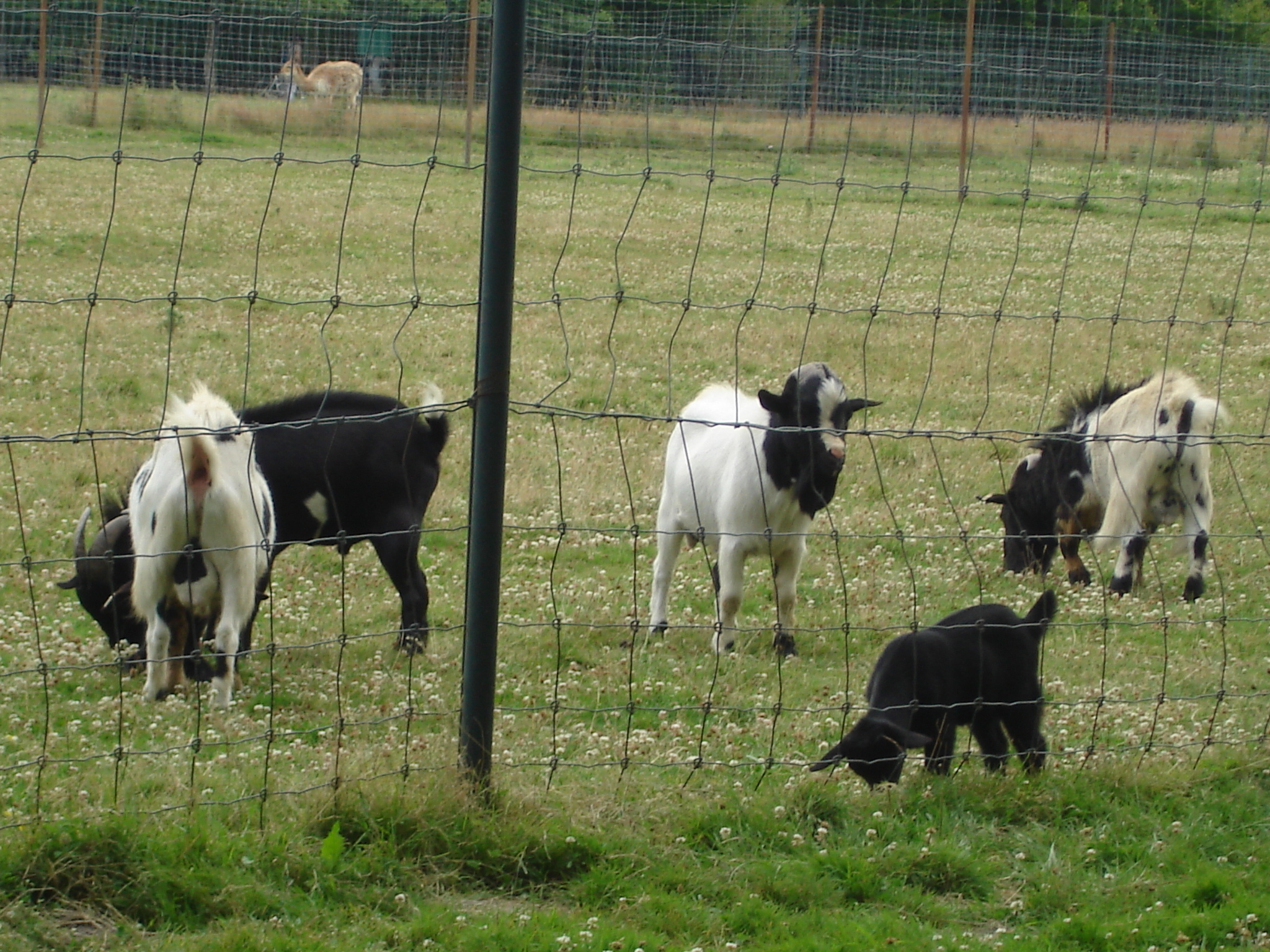
Chèvres naines.

Océanie : Céréopse cendrée, Cygne noir, Émeu d'Australie, Kangourou roux et Wallaby de Bennett.

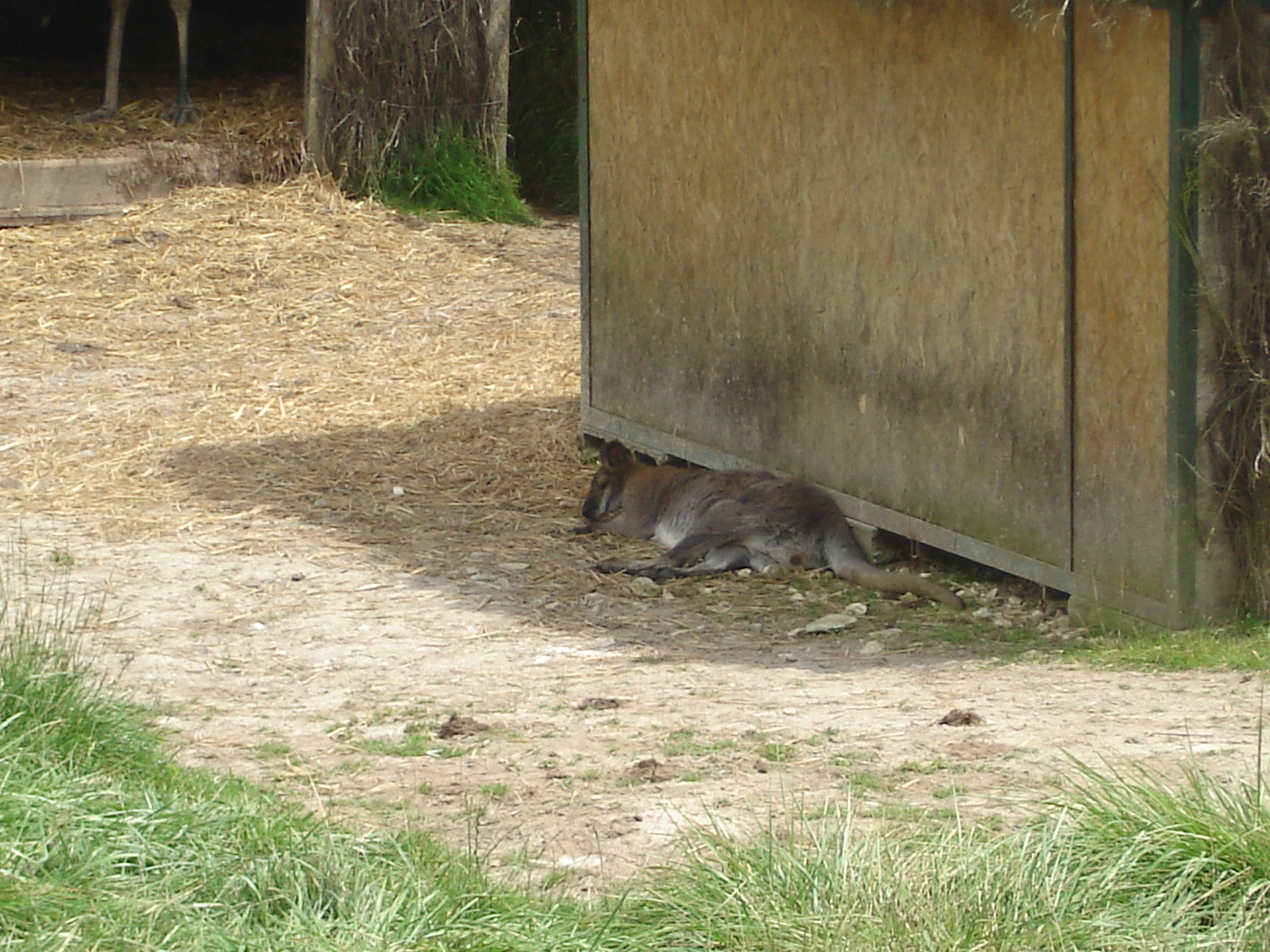
Wallaby de Bennett à sa sieste.

Amérique : Agouti d'Azara, Alpaga, Bernache du Canada, Canard carolin, Capybara, Cerf de Virginie, Coati roux, Cygne à cou noir, Cygne chanteur, Orignal, Garrot à œil d'or, Guanaco, Lama, Mara, Nandou, Oie des neiges, Ouette de Magellan, Pécari à lèvres blanches, Tamarin empereur, Tortue de Floride, Raton laveur, Vigogne et Wapiti.

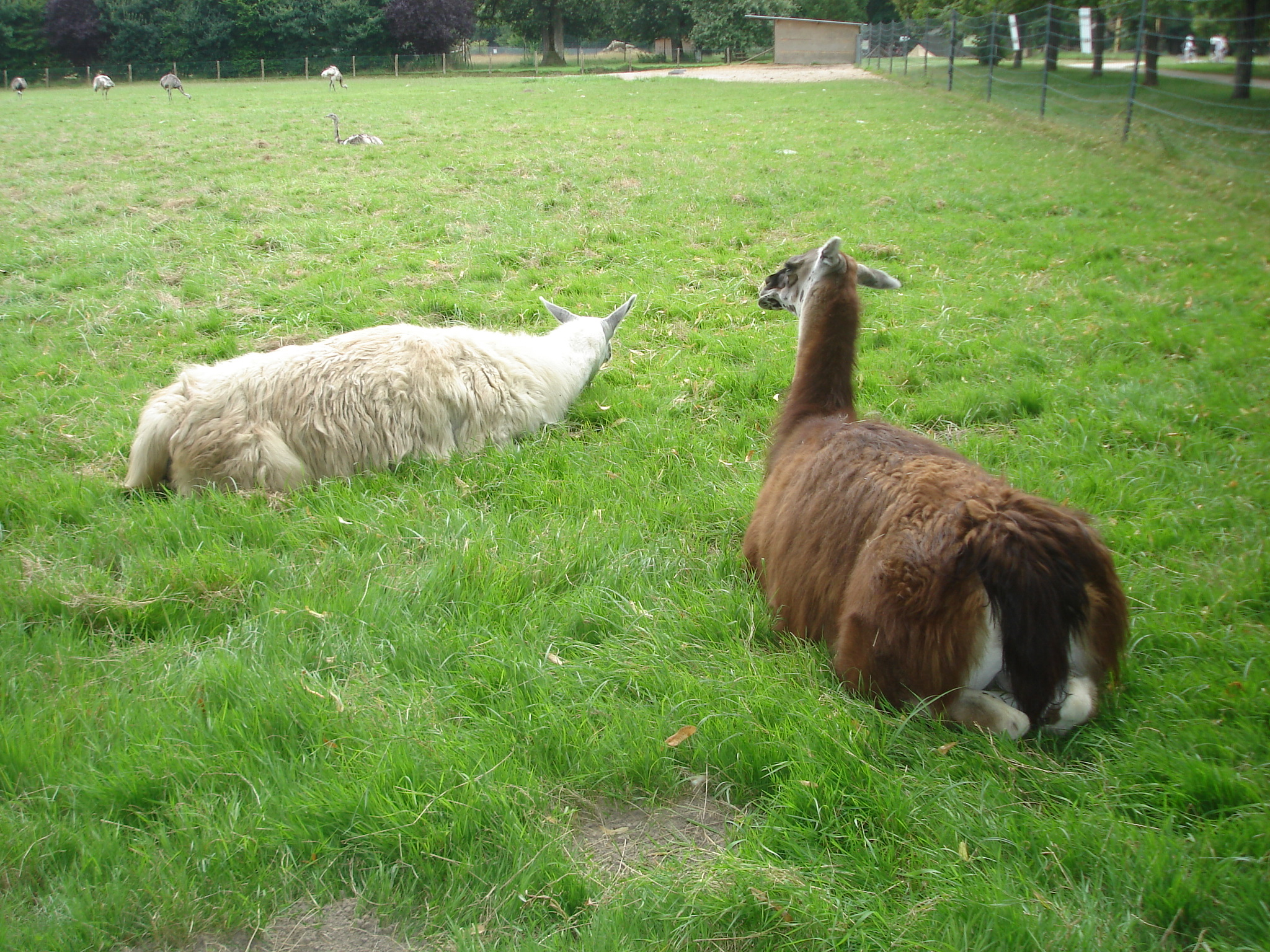
Lamas et Guanaco.
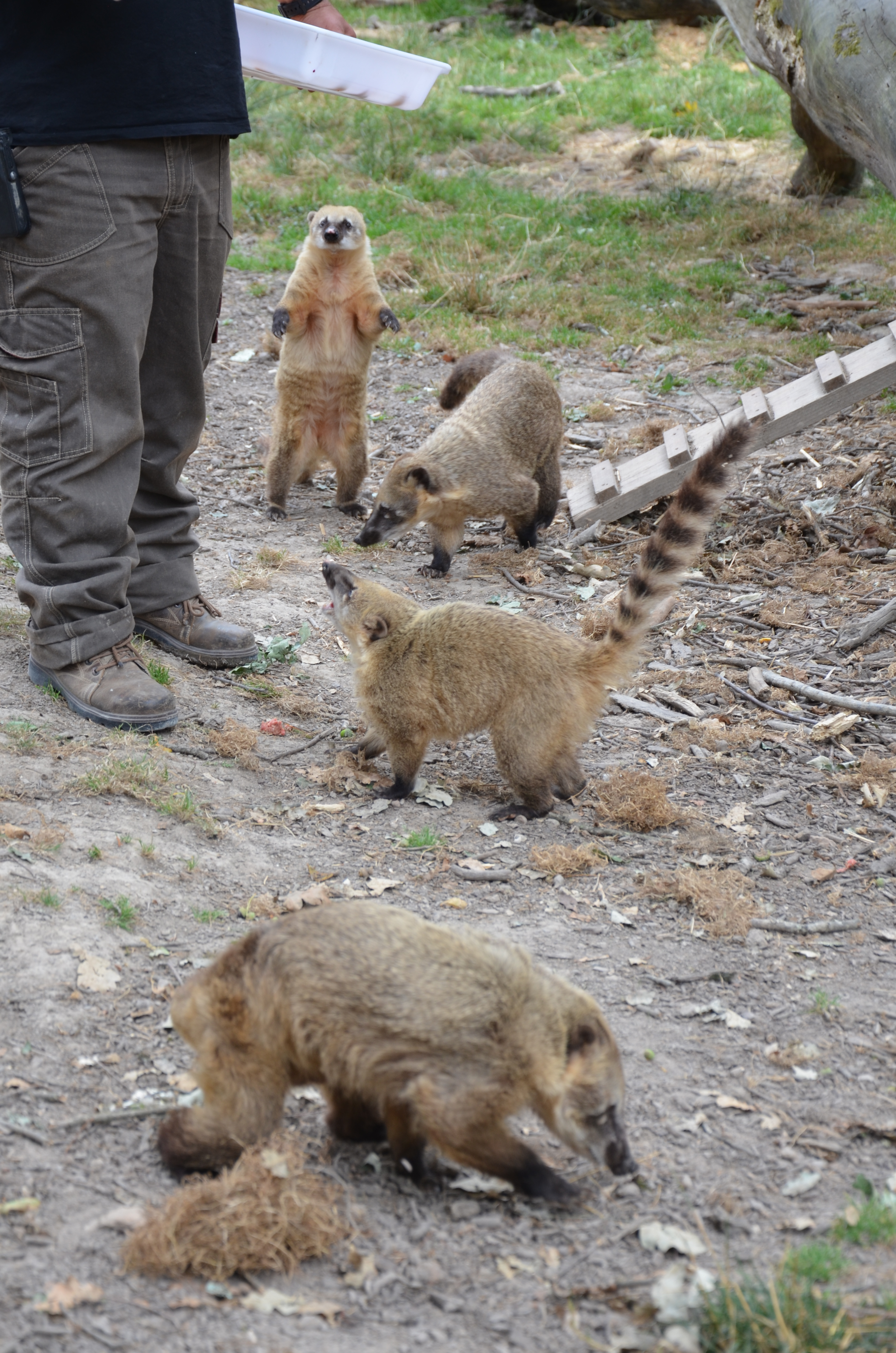
Coatis roux.
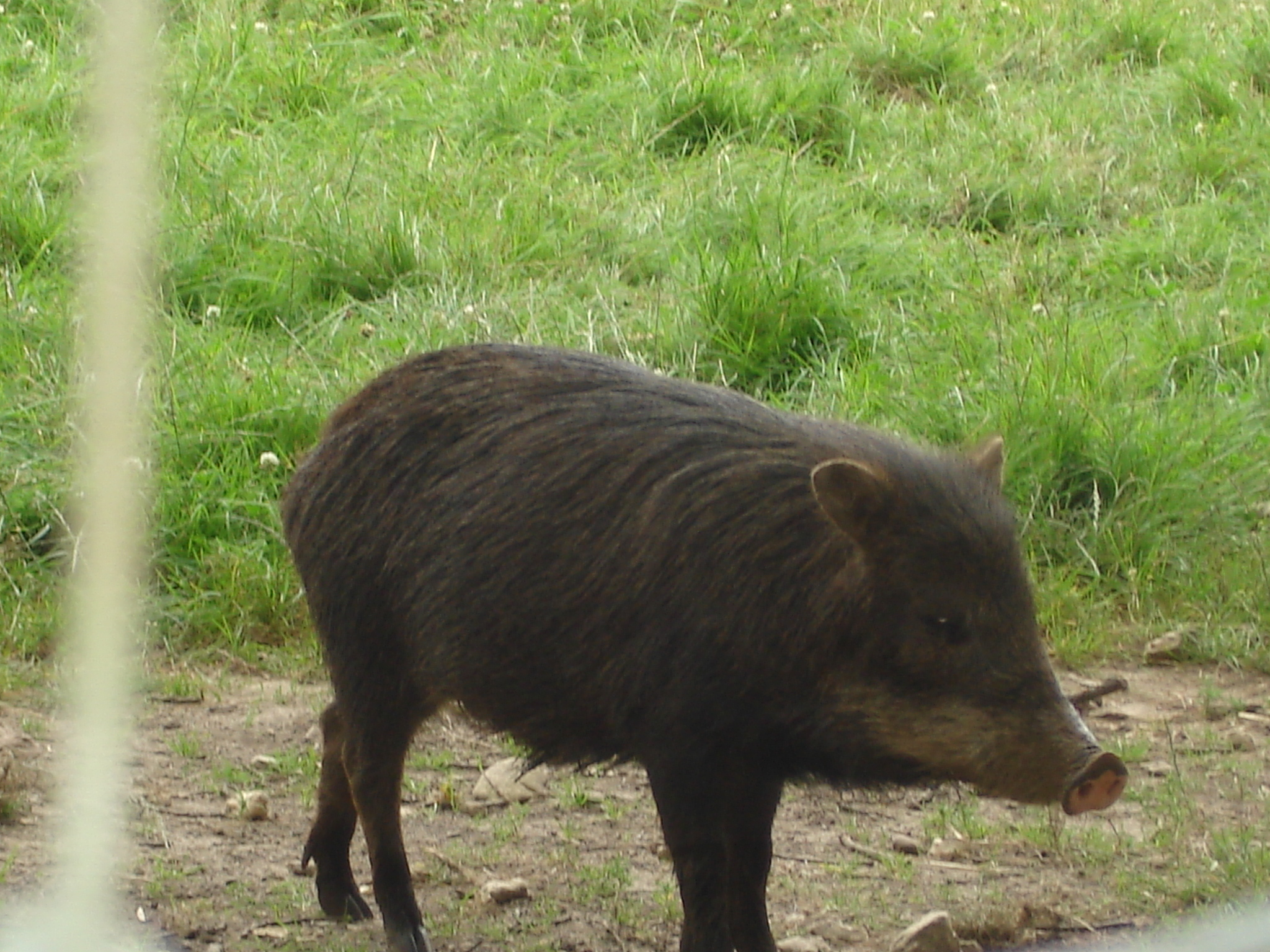
Pécari à lèvres blanches.

Asie : Antilope cervicapre, Canard mandarin, Cerfs axis, bactrien, cochon, de Duvacel, d'Eld, du père David, sambar, et sika (de Dybowski et de Formose), Cheval de Przewalski, chevreuil des marais, Daim de Mésopotamie, Dhole, Gaur, Grue à cou blanc, Grue de Mandchourie, Oie à tête barrée, Panda roux, Paon bleu, Markhor, Muntjac indien, Muntjac de Reeves, Nilgaut, Takin, Tigre de Sumatra et Vautour fauve.

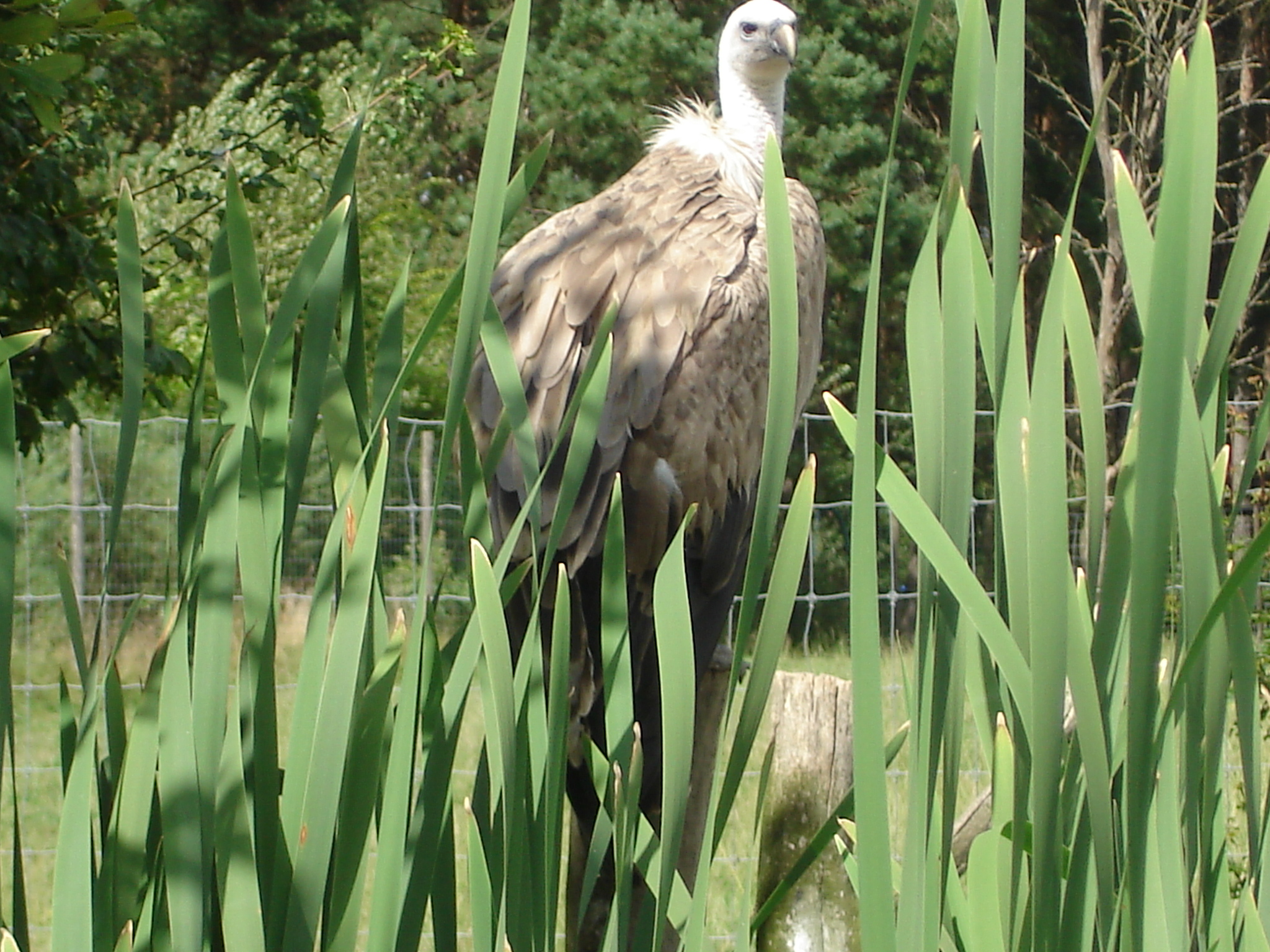
Vautour fauve.
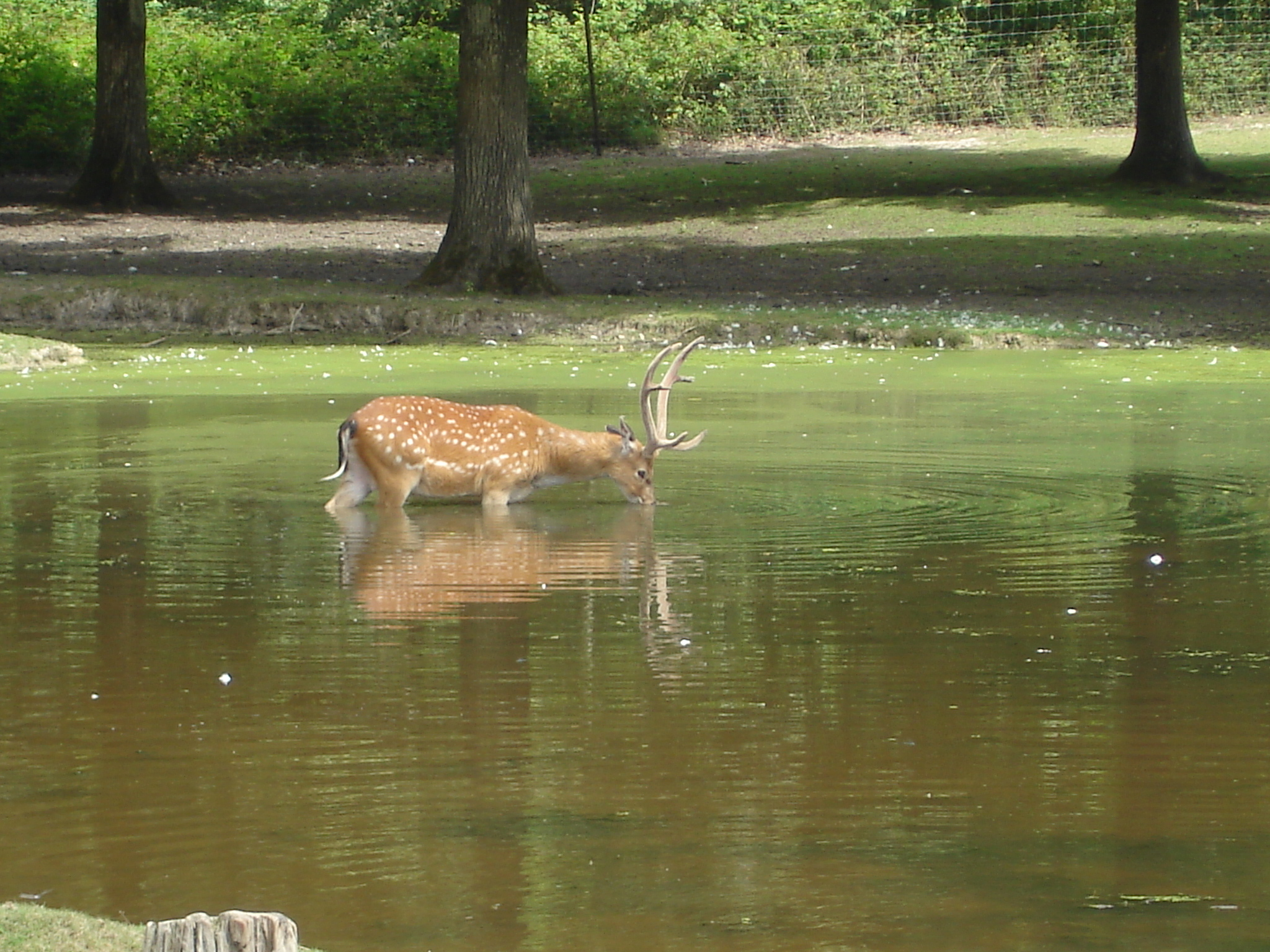
Cerf axis.

Afrique : Addax, Autruche, Babouin de Guinée, Bouquetin de Nubie, Canard à bosse, Chèvre du Soudan, Chèvre naine, Cigogne blanche, Cobe à croissant, Cobe de lechwe, Damalisque à front blanc, Dendrocygne veuf, Élan du cap, Flamant rose, Grue demoiselle, Grue de paradis, Grue royale, Guépard, Guib d'eau, Hyène rayée, Ibis sacré, Inséparable de Fischer, lémurs catta, couronné, à front blanc, noir, à ventre roux et vari, Marabout d'Afrique, Mouflon à manchettes, Oryx algazelle, Oryx beisa, Ouette d'Egypte, Perroquet jaco, Perroquet timneh, Porc-épic du cap, Potamochère, Suricate, Tadorne casarca, Tortue sillonnée, Touraco violet et Zèbre de Grant.

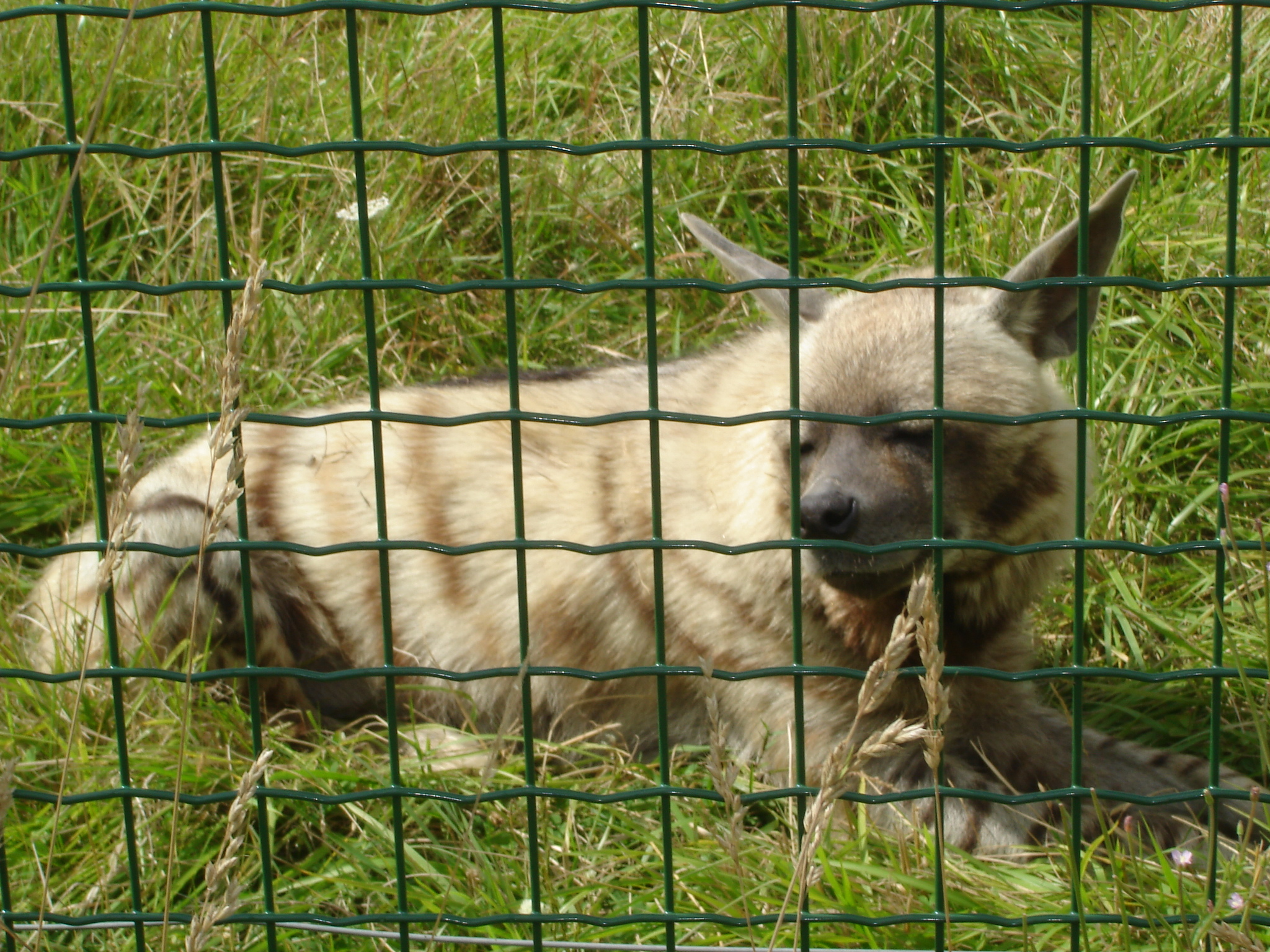
Hyène rayée.
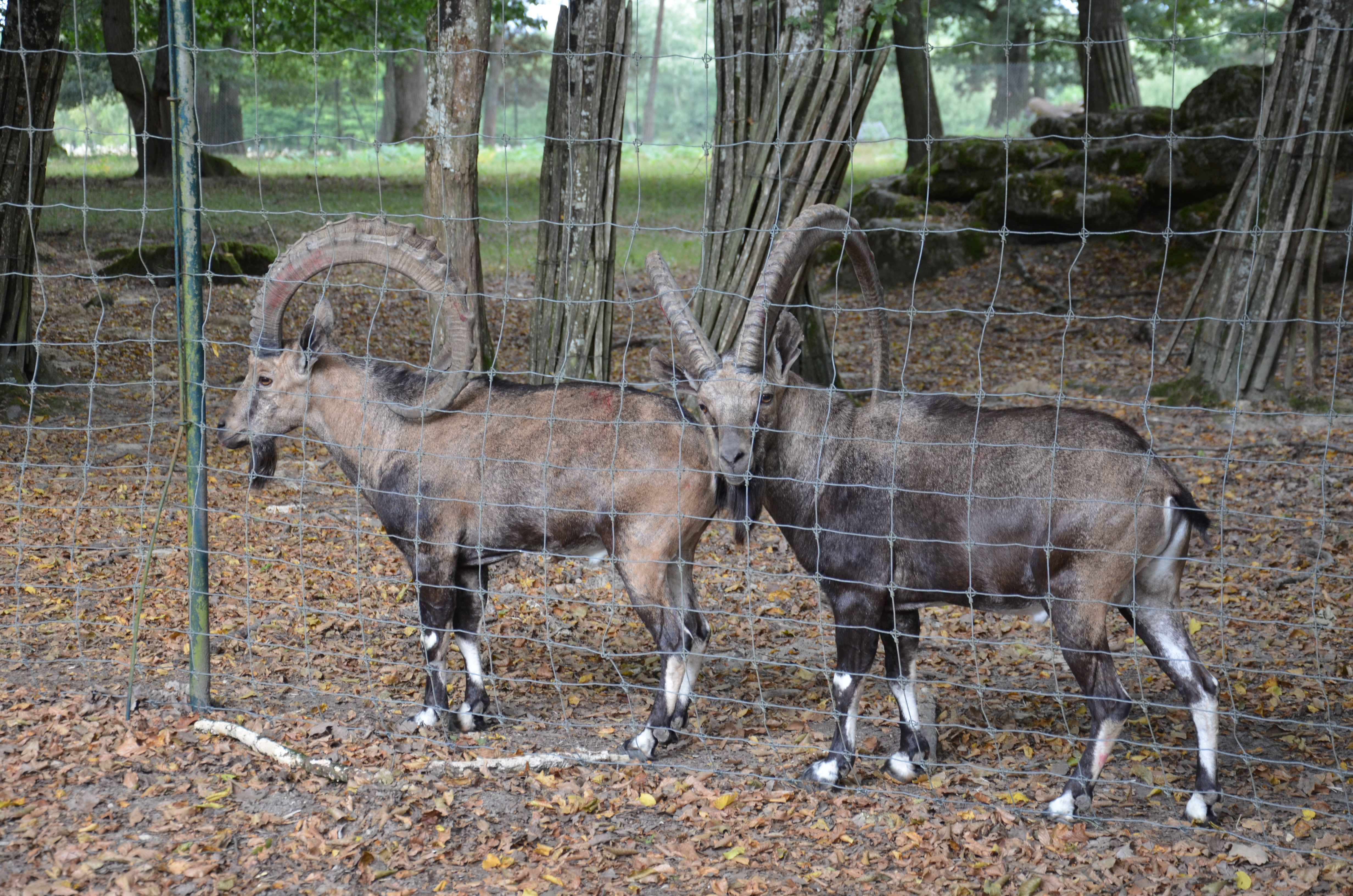
Bouquetins de Nubie.
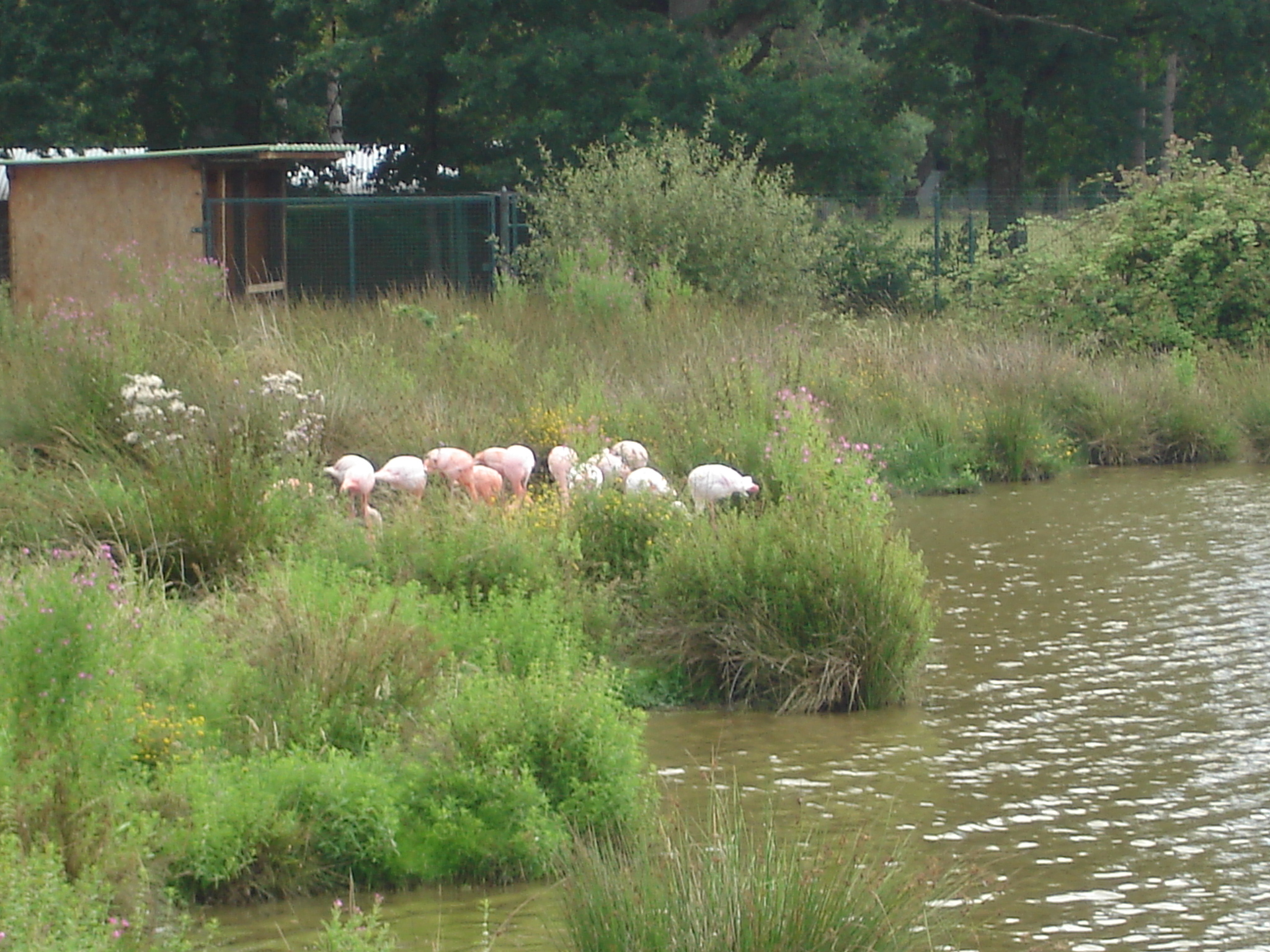
Flamants roses.
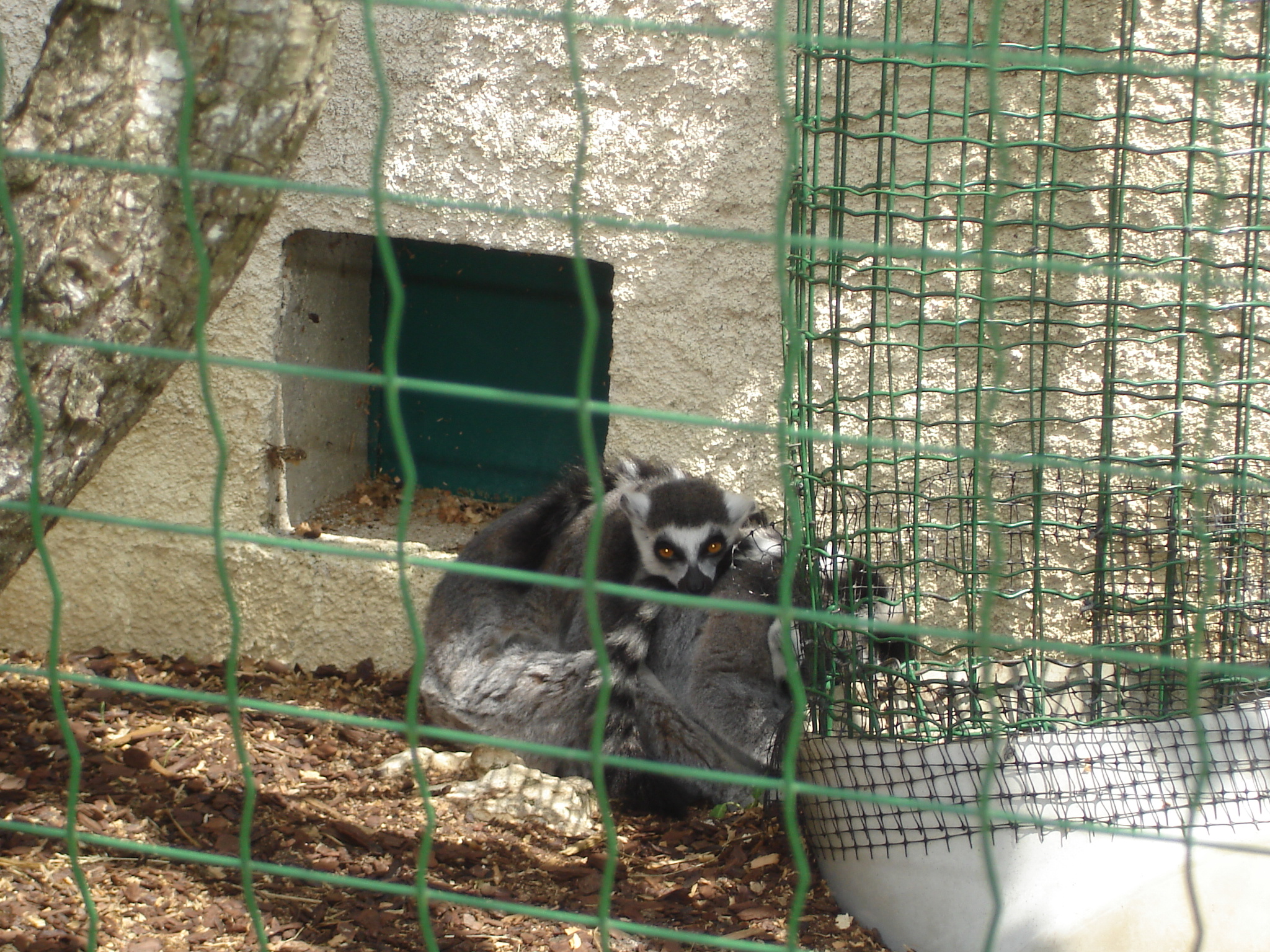
Maki catta.
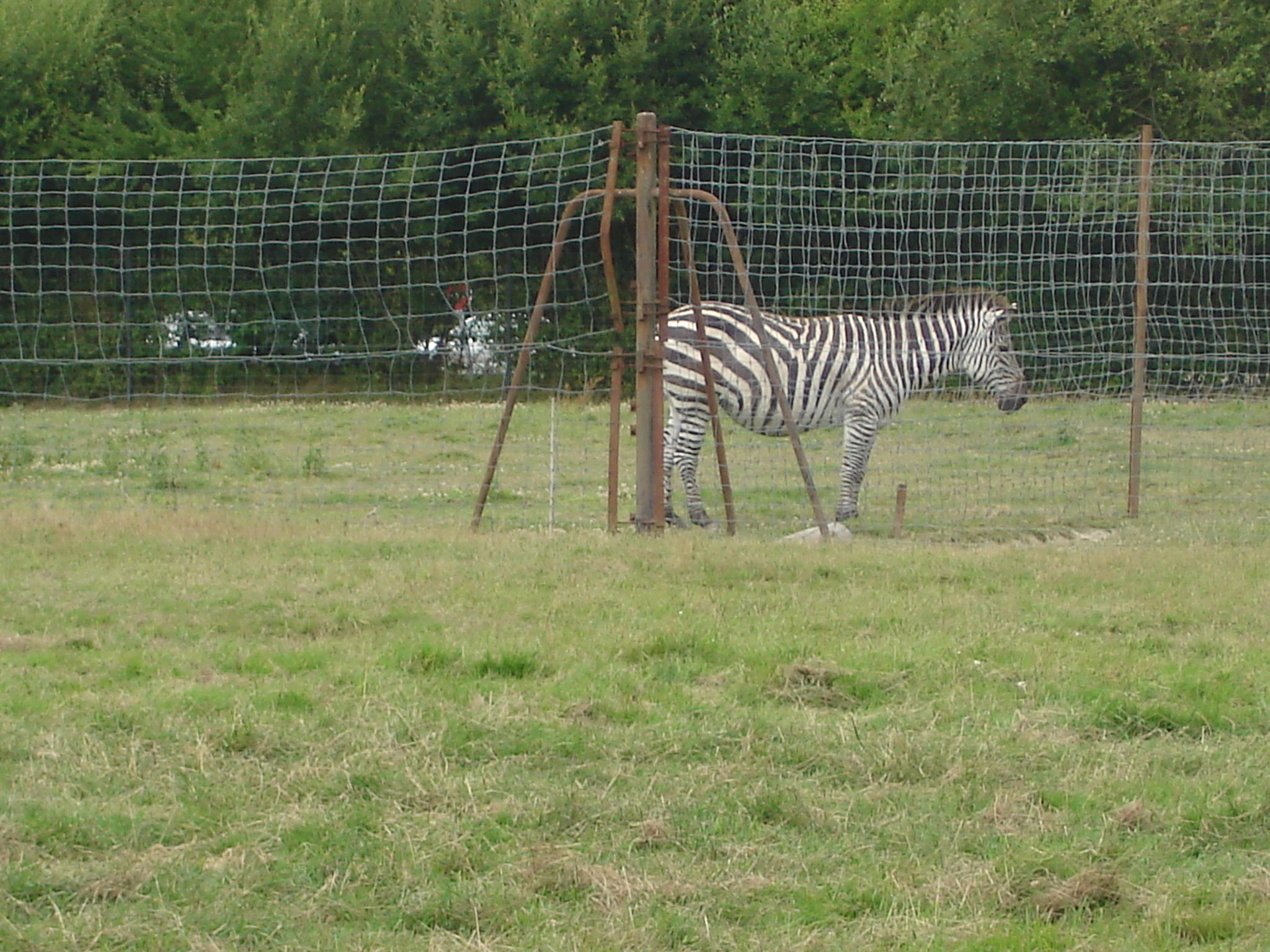
Zèbre de Grant.
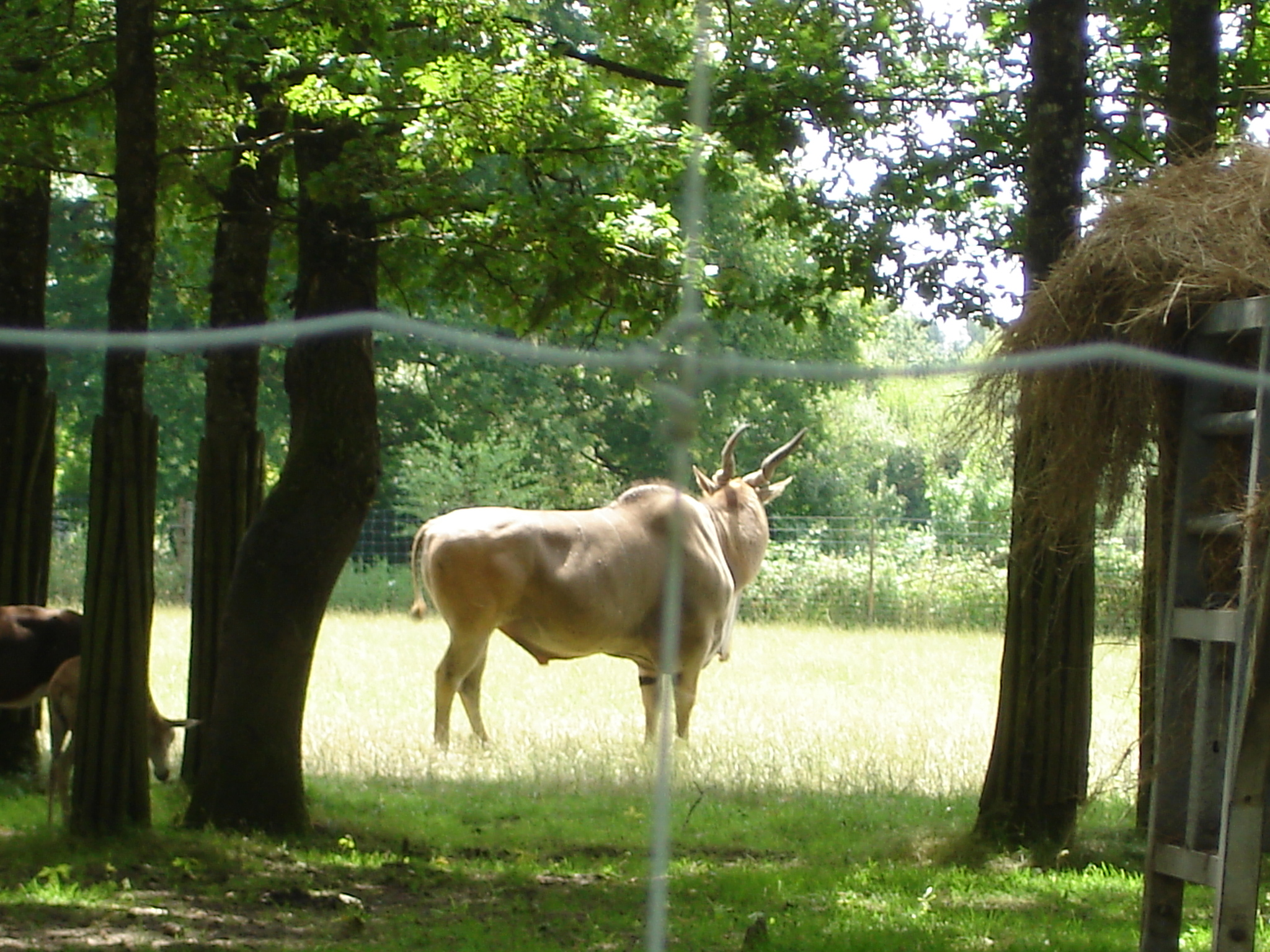
Élan du Cap.

## Fréquentation
| Année               | 2006   | 2007   | 2008   | 2009   | 2010   | 2011   | 2012   | 2013   | 2014   | 2015   | 2016   | 2023   |
| ------------------- | ------ | ------ | ------ | ------ | ------ | ------ | ------ | ------ | ------ | ------ | ------ | ------ |
| Nombre de visiteurs | 36 368 | 31 465 | 30 012 | 41 029 | 47 047 | 54 239 | 43 219 | 44 301 | 50 306 | 46 719 | 53 438 | 65 059 |

## Accès
Le parc est accessible par la « route du Blanc » (départementale 975) reliant Châtillon-sur-Indre à Azay-le-Ferron.

## Conservation
Depuis 2002, la réserve zoologique de la Haute-Touche développe des programmes de reproduction d'espèces menacées d'extinction. Les vastes espaces naturels de la réserve et la stricte protection du Muséum national d'histoire naturelle permettent de développer ces programmes[source secondaire souhaitée].
En 2007, le centre d'élevage conservatoire des outardes canepetières est aménagé pour cet oiseau européen au bord de l'extinction[source secondaire souhaitée]. La même année, une salle d'incubation et d'élevage de la cistude d'Europe Emys orbicularis est achevée. L'incubation contrôlée de ce chélonien permet à ce jour d'optimiser sa reproduction et son élevage.
En 2013, la réserve et « Zoodyssée » (parc animalier spécialisé en faune européenne situé à Villiers-en-Bois, en forêt de Chizé dans les Deux-Sèvres) ont réintroduit 28 cistudes en Savoie, dans des marais proches du lac du Bourget. En 2014, ce sont 62 individus qui ont été réintroduits[source secondaire souhaitée].